# Esqui aquático do Brasil
O esqui aquático chegou ao Brasil em 1950, na mala de Ermelino Matarazzo e Paulo Godoy Moreira, que tinham se apaixonado pelo esporte no exterior. A primeira demonstração, na represa de Guarapiranga, em São Paulo, fez o maior sucesso.
Os esquiadores aquáticos prepararam uma grande demonstração no lago do Parque Ibirapuera, em 1954, nas comemorações do IV Centenário de São Paulo. Além de saltar uma rampa, rebocados por um helicóptero da FAB, eles fizeram pirâmides humanas.